# Glaziella
Glaziellaceae é uma família de fungos da ordem Pezizales que contém um único género monotípico, Glaziella. A espécie-tipo Glaziella vesiculosa, originalmente colectada em Cuba, foi incluída no género Xylaria por Miles Joseph Berkeley e Moses Ashley Curtis em 1869. Uma década mais tarde, Berkeley circunscreveu o género Glaziella para incluir um espécime colectado no Brasil, aparentemente esquecendo-se que antes o havia denominado Xylaria aurantiaca.
O nome genérico Glaziella é uma homenagem a Auguste François Marie Glaziou (1828 – 1906), um paisagista e botânico francês.